# Towa Yamane
Towa Yamane (山根 永遠 Yamane Towa?), född 5 februari 1999 i Hiroshima prefektur, är en japansk fotbollsspelare.
Yamane började sin karriär 2017 i Cerezo Osaka. 2019 flyttade han till Zweigen Kanazawa.